# Felipe Lopes
Felipe Aliste Lopes (San Paolo, 7 agosto 1987) è un ex calciatore brasiliano, di ruolo difensore.
Possiede il passaporto portoghese.

## Carriera
Dal 2012 al 2016 milita nel Wolfsburg. con una parentesi nel 2013 in prestito allo Stoccarda.

Nel 2016, dopo tre stagioni senza alcuna presenza ufficiale, passa ai portoghesi del Chaves.

## Statistiche

### Presenze e reti nei club
Statistiche aggiornate all'11 aprile 2016.
| Stagione            | Squadra            | Campionato         | Campionato | Campionato | Coppe nazionali | Coppe nazionali | Coppe nazionali | Coppe continentali | Coppe continentali | Coppe continentali | Altre coppe | Altre coppe | Altre coppe | Totale | Totale |
| Stagione            | Squadra            | Comp               | Pres       | Reti       | Comp            | Pres            | Reti            | Comp               | Pres               | Reti               | Comp        | Pres        | Reti        | Pres   | Reti   |
| ------------------- | ------------------ | ------------------ | ---------- | ---------- | --------------- | --------------- | --------------- | ------------------ | ------------------ | ------------------ | ----------- | ----------- | ----------- | ------ | ------ |
| 2007-2008           | CD Nacional        | PL                 | 7          | 0          | -               | -               | -               | -                  | -                  | -                  | -           | -           | -           | 7      | 0      |
| 2008-2009           | CD Nacional        | PL                 | 25         | 1          | CP+CdL          | 5+2             | 0+0             | -                  | -                  | -                  | -           | -           | -           | 32     | 1      |
| 2009-2010           | CD Nacional        | PL                 | 26         | 2          | CP+CdL          | 3+3             | 0+0             | UEL                | 8                  | 2                  | -           | -           | -           | 40     | 4      |
| 2010-2011           | CD Nacional        | PL                 | 30         | 1          | CP+CdL          | 2+4             | 1+0             | -                  | -                  | -                  | -           | -           | -           | 36     | 2      |
| 2011-dic. 2011      | CD Nacional        | PL                 | 11         | 0          | CP+CdL          | 3+1             | 0+0             | UEL                | 6                  | 0                  | -           | -           | -           | 21     | 0      |
| Totale CD Nacional  | Totale CD Nacional | Totale CD Nacional | 99         | 4          |                 | 23              | 1               |                    | 14                 | 2                  |             |             |             | 136    | 7      |
| gen. 2012-mag. 2012 | Wolfsburg          | BL                 | 13         | 0          | -               | -               | -               | -                  | -                  | -                  | -           | -           | -           | 13     | 0      |
| ago. 2012-gen. 2013 | Wolfsburg          | BL                 | 1          | 0          | -               | -               | -               | -                  | -                  | -                  | -           | -           | -           | 1      | 0      |
| gen. 2013-mag. 2013 | Stoccarda          | BL                 | 3          | 0          | -               | -               | -               | -                  | -                  | -                  | -           | -           | -           | 3      | 0      |
| 2013-2014           | Wolfsburg          | BL                 | -          | -          | -               | -               | -               | -                  | -                  | -                  | -           | -           | -           | -      | -      |
| 2014-2015           | Wolfsburg          | BL                 | -          | -          | -               | -               | -               | -                  | -                  | -                  | -           | -           | -           | -      | -      |
| 2015-2016           | Wolfsburg          | BL                 | -          | -          | -               | -               | -               | -                  | -                  | -                  | -           | -           | -           | -      | -      |
| Totale Wolfsburg    | Totale Wolfsburg   | Totale Wolfsburg   | 14         | 0          |                 |                 |                 |                    |                    |                    |             |             |             | 14     | 0      |
| Totale carriera     | Totale carriera    | Totale carriera    | 116        | 4          |                 | 23              | 1               |                    | 14                 | 2                  |             |             |             | 153    | 7      |

## Palmarès

### Club

#### Competizioni nazionali
- Coppa di Germania: 1

Wolfsburg: 2014-2015
- Supercoppa di Germania: 1

Wolfsburg: 2015
- Segunda Liga: 2

Nacional: 2017-2018, 2019-2020